# Bescherellia elegantissima
Bescherellia elegantissima är en bladmossart som beskrevs av Jean Étienne Duby 1873. Bescherellia elegantissima ingår i släktet Bescherellia och familjen Cyrtopodaceae. Inga underarter finns listade i Catalogue of Life.